# Perepieczyce
Perepieczyce (biał. Перапечыца, Pierapieczyca; ros. Перепечица, Pieriepieczica) – wieś na Białorusi, w obwodzie grodzieńskim, w rejonie lidzkim, w sielsowiecie Dubrowna, nad Lidzieją i w pobliżu Lidy.
Obok wsi położony jest port lotniczy Lida.

## Historia
W XIX i w początkach XX w. dwa folwarki, nazywane Przepieczyce lub Perepieczyce Wielkie i Małe. Położone były w Rosji, w guberni wileńskiej, w powiecie lidzkim, w gminie Lida. Znajdowały się tu wówczas kaplica katolicka parafii lidzkiej (istniejąca także w II Rzeczypospolitej) oraz zarząd okręgu wiejskiego. Na początku XX w. w pobliżu miejscowości powstało lotnisko.
W dwudziestoleciu międzywojennym leżały w Polsce, w województwie nowogródzkim, w powiecie lidzkim, w gminie Lida. Nazwę Perepieczyce nosiły wówczas trzy położone obok siebie miejscowości. W 1921 demografia przedstawiała się następująco:
- cegielnia Perepieczyce – 78 mieszkańców, zamieszkałych w 6 budynkach
- folwark Perepieczyce – 25 mieszkańców, zamieszkałych w 4 budynkach
- osada młyńska Perepieczyce – 7 mieszkańców, zamieszkałych w 1 budynku

Mieszkańcami wszystkich trzech miejscowości byli wyłącznie Polacy. Byli oni wyznania rzymskokatolickiego, z wyjątkiem 6 osób wyznania mojżeszowego, którzy mieszkali w cegielni.
Po II wojnie światowej w granicach Związku Sowieckiego. Od 1991 w niepodległej Białorusi.